# Carl Georg Wargelius
Carl Georg Ferdinand Wargelius, född 3 april 1922 i Kristianstad, död 26 september 2019, var en svensk jurist som var lagman i Oskarshamns tingsrätt från 1971 till 1988.
Wargelius blev juris kandidat vid Lunds universitet 1945 och genomförde sin tingstjänstgöring 1945–1947 innan han blev fiskal i hovrätten över Skåne och Blekinge 1948. Han var häradshövding i Aspelands och Handbörds domsaga/Oskarshamns domsaga 1962–1970 (tillförordnad 1962) och lagman i Oskarshamns tingsrätt 1971–1986.
Wargelius var son till stationsinspektoren John Wargelius och hans maka Stina, född Wetterström. Han var från 1968 gift med överläkaren Kristina Wargelius, född Monné 1937.